# Nycterosea brunneipennis
Nycterosea brunneipennis är en fjärilsart som beskrevs av George Duryea Hulst 1896. Nycterosea brunneipennis ingår i släktet Nycterosea och familjen mätare. Inga underarter finns listade i Catalogue of Life.